# 麻貴早人
麻貴 早人（あさき はやと、女性、1991年8月27日 - ）は、日本の漫画家、同人作家。愛知県出身。

## 人物・経歴
愛知淑徳大学メディアプロデュース学部創造表現専修卒業。在学中は、漫画家のとりいかずよしのゼミに学んだ。高等学校時代から文芸部に所属し、大学でも同人創作サークル「幻想文学研究会」に所属し、同人作家としても漫画製作を続けた。大学4年次の2013年に行われた第73回小学館新人コミック大賞に応募した「チキンレーサーズ」が、少年部門の〈大賞〉を受賞しデビュー。2018年から2020年まで月刊コミックガーデン/MAGCOMIで「鬼哭の童女 異聞大江山鬼退治」を連載した。

## 作品リスト

### 単行本
- 『鬼哭の童女 異聞大江山鬼退治』 （マッグガーデンコミックス Beat'sシリーズ）
  1. 2018年12月14日発売、ISBN 978-4-800-00818-3
  2. 2019年7月13日発売、ISBN 978-4-800-00877-0
  3. 2020年2月14日発売、電子書籍版のみ
- 『人喰い姫のカヴァリエーレ』（ゼノンコミックス）
  1. 2023年7月20日発売、ISBN 978-4-867-20529-7
  2. 2023年12月20日発売、ISBN 978-4-867-20596-9
  3. 2024年8月20日発売、ISBN 978-4-867-20655-3
  4. 2025年2月20日発売、ISBN 978-4-867-20735-2

### 連載作品
- 酒の肴ストーリー (『ゲッサン』2016年2月号 - 5月号、短期集中連載)
- 鬼哭の童女 異聞大江山鬼退治（『月刊コミックガーデン』2018年8月号 - 『MAGCOMI』2020年1月5日配信）
- 人喰い姫のカヴァリエーレ（コアミックス配信（『ピッコマ』独占配信）2022年12月2日[3] - 2024年12月8日[4]）

### 読切作品
アンソロジー収録作品
- きれいごと （『忍びの国 5 アンソロジー版』原作/和田竜、ゲッサン少年サンデーコミックス、2017年6月12日 寄稿）

雑誌掲載作品
- 物語物語 (浅野早貴名義、第46回GET THE SUN新人賞 佳作)[5]
- チキンレーサーズ (第73回新人コミック小説大賞少年部門〈大賞〉受賞)
- ゴーストライター (『ゲッサン』2014年7月号別冊付録『ゲッサンmini 8』 掲載)
- 隠れた冥店(『ゲッサン』2014年9月号別冊付録『ゲッサンmini 9』掲載)
- 絶対悪 (『ゲッサン』2014年10月号別冊付録『ゲッサンminiマイナス1』掲載)
- 酒の肴ストーリー (『ゲッサン』2015年1月号別冊付録『ゲッサンminiプラス2』掲載)
- ユア・マイ・セル (『ゲッサン』2015年2月号 掲載)
- 俺たちは次を描かない (ゲッサン6周年記念企画リレー漫画 第1話『ゲッサン』2015年6月号 掲載)
- 6 (『ゲッサン』2015年6月号 付録 ゲッサン6周年特製四齣漫画小冊子 掲載)
- ハッピーワールド （『ゲッサン』2015年7月号別冊付録『ゲッサンminiマイナス4』掲載）
- ライセンス （『ゲッサン』2015年11月号別冊付録『ゲッサンminiマイナス5』掲載）
- その名は桃太郎 （『ゲッサン』2016年9月号 掲載）